# Serologicznie ujemne zapalenie stawów z ciastowatym obrzękiem
Serologicznie ujemne zapalenie stawów z ciastowatym obrzękiem − szczególna postać zapalenia stawów, występująca w wieku podeszłym, częściej u mężczyzn niż kobiet.
Stan zapalny obejmuje zwykle duże stawy a zmianom towarzyszy ciastowaty obrzęk. Choroba często koreluje z obecnością antygenu HLA-B27. Choroba nie powoduje zmian, które mogłyby być uwidocznione w badaniu radiologicznym.
Choroba ma tendencję do samoistnego ustępowania, w niektórych przypadkach może powodować przetrwałe przykurcze w stawach.
Choroba jest uważana za zespół paraneoplastyczny.